# Thomas Joseph Toolen

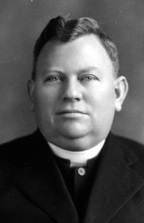
Thomas Joseph Toolen etwa zur Zeit seiner Bischofsweihe

Thomas Joseph Toolen (* 28. Februar 1886 in Baltimore, Maryland; † 4. Dezember 1976 in Mobile, Alabama) war ein US-amerikanischer römisch-katholischer Geistlicher. Toolen war von 1927 bis 1969 Bischof des Bistums Mobile, seit 1954 mit dem persönlichen Titel eines Erzbischofs.

## Leben
Thomas Toolen wurde als eines von sechs Kindern von Thomas und Mary Toolen, irischen Einwanderern, in Baltimore geboren. Sein Vater starb 1897, als Toolen elf Jahre alt war. Er absolvierte die Loyola High School in Towson und im Anschluss daran die Loyola University Maryland.
Bereits im Alter von zwölf Jahren wusste er, dass er Priester werden wollte. Er schrieb sich danach an der St. Mary's Seminary and University ein, an welcher er Theologie studierte. Am 27. September 1910 empfing er durch Kardinal James Gibbons in der Kathedrale von Baltimore die Priesterweihe. Danach schrieb er sich an der Katholischen Universität von Amerika ein, an der er Kanonisches Recht studierte und im Jahr 1912 seinen Bachelor erwarb.
Seine erste Gemeinde übernahm Toolen 1912 als Kurat der St. Bernard Church in Baltimore. In dieser Funktion blieb er bis 1925, als er zum Direktor des päpstlichen Werks der Glaubensverbreitung in seiner Diözese bestimmt wurde.
Am 28. Februar 1927, seinem 41. Geburtstag, bekam Toolen von Papst Pius XI. das Bistum Mobile als Bischof anvertraut. Die Bischofsweihe spendeten ihm am 4. Mai 1927 Erzbischof Michael Joseph Curley und dessen Mitkonsekratoren, die Bischöfe Michael Joseph Keyes und Richard Oliver Gerow. Am 18. Mai 1927 wurde er in Mobile ins Amt eingeführt. Im Oktober 1949 erhielt er den Titel Päpstlicher Thronassistent. Am 27. Mai 1954 verlieh ihm Papst Pius XII. ad personam den Titel Erzbischof. Von 1962 bis 1965 war er Teilnehmer aller vier Sitzungsperioden des Zweiten Vatikanischen Konzils.
Toolen galt als ein Bischof, der gute Beziehungen zu den afroamerikanischen Katholiken pflegte. So eröffnete er im Jahr 1950 das St. Martin de Porres Hospital, das erste Krankenhaus in Alabama, in dem schwarze Ärzte praktizieren durften und in dem auch schwangere schwarze Frauen behandelt wurden. Auch erlaubte er der Nonne Mutter Angelica und dem Orden der Klarissen von der Ewigen Anbetung im Jahr 1962, einen Konvent für Schwarze in Mobile zu eröffnen. Zudem beendete er 1964 die Rassentrennung an den katholischen Schulen in Alabama, so dass schwarze Kinder gemeinsam mit weißen den Unterricht besuchen durften.
Am 29. September 1969, nach 42 Jahren als Bischof, reichte Toolen bei Papst Paul VI. seinen Rücktritt ein, den dieser annahm. Er wurde am selben Tag zum Titularbischof von Glastonia ernannt.
Er starb sieben Jahre später, im Dezember 1976, während des Schlafs. Er wurde 90 Jahre alt.